# Santissima Trinità dei Pellegrini, Napulj
Santissima Trinità dei Pellegrini (Presveto Trojstvo hodočasnika) je crkva u ulici Via Portamedina u povijesnom središtu grada Napulja, južna Italija

## Povijest
Zgradu crkve i istoimenu bolnicu utemeljio je u 16. stoljeću Fabrizio Pignatelli di Monteleone, član Jeruzalemskog viteškog reda, a kasnije je kompleks predan Bratovštini Presvetog Trojstva. Bolnicu koja se nalazi uz nju, strukturu je projektirao Carlo Vanvitelli, a proširena je zajedno s crkvom 1769. Crkva se spaja na desnoj lađi s malom crkvom Santa Maria Materdomini.

## Opis
Pročelje karakteriziraju fini štukaturni kipovi Angela Vive koji predstavljaju San Filippo Neri i San Gennaro.
Arhitektura crkve pomalo je neobična; tlocrt čine dva oktogona spojena pravokutnikom, pri čemu prvi oktogon ima funkciju lađe, drugi služi kao govornica, dok je pravokutnik prezbiterij. Na glavnom oltaru nalaze se radovi u štukaturama koje je napravio Viva, s dvije strane isto toliko slika Paola De Matteisa, obje prikazuju svetog Josipa s djetetom Isusom, dok se ostale slike pripisuju školi Giuseppea Bonita. Kor crkve (1754.) projektirao je Giovanni Antonio Medrano s bogatom dekoracijom, također u štukaturama. Na prvom oltaru s lijeve strane Onofrija Palumba je San Gennaro koji štiti Napulj od munje. U crkvi se nalazi i bista savjetnice Ferrante Magdalene, prve kraljeve savjetnice, koja je tu i pokopana.

## Vanjske poveznice
|  | Zajednički poslužitelj ima još gradiva o temi Santissima Trinità dei Pellegrini, Napulj |